# Бауэр, Кристин
Кри́стин Ба́уэр ван Стра́тен (англ. Kristin Bauer van Straten) — американская актриса, известная по роли Пэм в драматическом телесериале «Настоящая кровь», а также роли Малефисенты в телесериале «Однажды в сказке».

## Биография
Кристин Бауэр родилась в городе Расин, штат Висконсин, в семье Ральфа и Сары Нойбауэр. Её семья имеет немецкие корни. Отец Кристин был первоклассным наездником и заядлым коллекционером оружия, мать — домохозяйкой, занимающейся благотворительностью. Будучи ребёнком Кристин занималась спортом и увлекалась верховой ездой и стрельбой из пистолетов, как и отец. В 1984 году она окончила The Prairie School в родном городе.
В юные годы Бауэр увлекалась живописью, что впоследствии привело её к обучению этому искусству в Бостоне, Сент-Луисе и Нью-Йорке. Но в конце Кристин приняла решение стать актрисой и переехала для этого в Лос-Анджелес в 1994 году, где и проживает до сих пор. Кристин по-прежнему увлекается живописью, среди её работ преобладают портреты. Помимо искусства Кристин увлекается каратэ. Также она сотрудничает с компанией Liz Vassey, производящей футболки с юмористическим рисунком.
Кристин также занимается благотворительностью. Она участвует в различных мероприятиях по спасению и сохранению популяции китов, а также по спасению диких и домашних животных, некоторых из которых после спасения Кристин оставила в своём доме. К этим спасательным акциям Бауэр привлекает и своих коллег по работе.
В 2009 году 1 августа, во время съёмок сериала «Настоящая кровь», Кристин вышла замуж за южноафриканского музыканта Абри ван Стратена. Церемония проходила на ферме родителей Кристин в Висконсине. Муж Кристин является гитаристом и вокалистом группы «Lemmings», который в 2009 году выпустил свой первый сольный альбом. После свадьбы Кристин взяла себе двойную фамилию Бауэр ван Стратен.
Кристин придерживается вегетарианского образа жизни.

## Карьера
В 1995 году Кристин получила свою первую постоянную роль в сериале «The Crew». Другие повторяющиеся роли были в сериалах «Абсолютная безопасность», «That’s Life» и «Hidden Hills». Наиболее известная роль на данный момент в карьере Кристин, это роль порнозвезды в фильме «Танцы в „Голубой игуане“», вышедшем на экраны в 2000 году. Также в 2004 она снялась в картине «50 первых поцелуев», с участием Адама Сэндлера. В мультсериале «Лига справедливости» Кристин озвучила супер-героиню Меру.
Кристин снялась во многих сериалах в качестве приглашённой звезды. Также она играла в таких популярных телесериалах, как «Все любят Рэймонда», «Тёмный ангел», «Два с половиной человека», «Звёздный путь: Энтерпрайз», «Клава, давай!», «C.S.I.: Место преступления», «Отчаянные домохозяйки», «Кости» и многих других. Но самой колоритной на данный момент является роль вампира Памелы «Пэм» Суинфорд де Бофор в телесериале «Настоящая кровь», которую Кристин получила в 2008 году.
В 2011 году Кристин Бауэр появляется в телесериале «Однажды в сказке» американского телеканала АВС, играя роль злой волшебницы Малефисенты.
В 2012 году снялась в клипе Слэша на песню «Gotten».

## Избранная фильмография
| Год         | Название на русском                         | Название на английском                       | Роль                                           |
| ----------- | ------------------------------------------- | -------------------------------------------- | ---------------------------------------------- |
| 1994        | «Закон Лос-Анджелеса»                       | L.A. Law                                     | Miss English                                   |
| 1994        | «Коломбо»                                   | Columbo                                      | Suzie Endicott                                 |
| 1994        | «Лоис и Кларк: Новые приключения Супермена» | Lois & Clark: The New Adventures of Superman | Mrs. Loomis                                    |
| 1994        | «Шёлковые сети»                             | Silk Stalkings                               | Heather St. Clair                              |
| 1995        | «Сибилл»                                    | Cybill                                       | Kirsten                                        |
| 1995        | «Смертельная сила»                          | Galaxis                                      | Commander                                      |
| 1995        | «Блеск славы»                               | Glory Daze                                   | Дина                                           |
| 1995        | «Сопровождающий»                            | Pointman                                     | Ellie                                          |
| 1995 — 1996 | «The Crew»                                  | The Crew                                     | Maggie Reynolds                                |
| 1996        | «Сайнфелд»                                  | Seinfeld                                     | Gillian                                        |
| 1997        | «Все любят Рэймонда»                        | Everybody Loves Raymond                      | Lisa                                           |
| 1997        | «Men Behaving Badly»                        | Men Behaving Badly                           | Robin                                          |
| 1997        | «Роми и Мишель на встрече выпускников»      | Romy and Michele’s High School Reunion       | Kelly                                          |
| 1997        | «Абсолютная безопасность»                   | Total Security                               | Geneva Renault                                 |
| 1998        | «My Little Havana»                          | My Little Havana                             | Carmen                                         |
| 1998        | «Остров фантазий»                           | Fantasy Island                               | Tamara Stevens                                 |
| 1998        | «Надежда Чикаго»                            | Chicago Hope                                 | Melody Cacaci                                  |
| 2000        | «Прощайся с завтра»                         | Kiss Tomorrow Goodbye                        | Kэти Скотт                                     |
| 2000        | «Танцы в „Голубой игуане“»                  | Dancing at the Blue Iguana                   | Нико                                           |
| 2000        | «Тёмный ангел»                              | Dark Angel                                   | Лидия Мейерсон                                 |
| 2000 — 2001 | «That’s Life»                               | That’s Life                                  | Candy Cooper                                   |
| 2001        | «Голливудские пальмы»                       | Hollywood Palms                              | Kathleen                                       |
| 2001        | «Комната 302»                               | Room 302                                     | Карен                                          |
| 2001        | «Дарма и Грег»                              | Dharma & Greg                                | Стефани                                        |
| 2001        | «Журнал мод»                                | Just Shoot Me!                               | Allie, Maya’s stepmother and former classmate  |
| 2001 — 2003 | «Лига справедливости»                       | Justice League                               | Mera / Nurse / Reporter, озвучка               |
| 2002        | «Бумтаун»                                   | Boomtown                                     | проститутка                                    |
| 2002        | «Hidden Hills»                              | Hidden Hills                                 | Belinda Slypich                                |
| 2003        | «2,5 человека»                              | Two and a Half Men                           | Laura                                          |
| 2004        | «Commando Nanny»                            | Commando Nanny                               | Lizzie Winter                                  |
| 2004        | 50 первых поцелуев                          | 50 First Dates                               | женщина-пожарный                               |
| 2004        | «Living with Lou»                           | Living with Lou                              | Jean                                           |
| 2004        | «Доктор Вегас»                              | Dr. Vegas                                    | Portia                                         |
| 2004        | «Пятерняшки»                                | Quintuplets                                  | Ms. Kilcoyne                                   |
| 2004 — 2006 | «Расследование Джордан»                     | Crossing Jordan                              | Molly Greene                                   |
| 2005        | «Crazy»                                     | Crazy                                        |                                                |
| 2005        | «Life of the Party»                         | Life of the Party                            | Кэролайн                                       |
| 2005        | «Военно-юридическая служба»                 | JAG                                          | Меган Рэнсфорд                                 |
| 2005        | «Звёздный путь: Энтерпрайз»                 | Enterprise                                   | лейтенант Ланет                                |
| 2005        | «Клава, давай!»                             | Less Than Perfect                            | Кей Бучински                                   |
| 2005        | «Рядом с домом»                             | Close to Home                                | Шеннон Кук                                     |
| 2005        | «C.S.I.: Место преступления»                | CSI: Crime Scene Investigation               | Кенли Джонсон                                  |
| 2005        | «Юристы Бостона»                            | Boston Legal                                 | Тори Пайнс                                     |
| 2006        | «Pink Collar»                               | Pink Collar                                  | Ив                                             |
| 2006        | Отчаянные домохозяйки                       | Desperate Housewives                         | Вероника                                       |
| 2006        | «Детектив Раш»                              | Cold Case                                    | Пола                                           |
| 2007        | «Джордж Лопез»                              | George Lopez                                 | Крис Уотсон                                    |
| 2007        | «Грязные мокрые деньги»                     | Dirty Sexy Money                             | Ребекка Колфэкс                                |
| 2007        | «Кости»                                     | Bones                                        | Джанель Стинсон                                |
| 2008        | «Пять причин сказать „Нет“»                 | Emily’s Reasons Why Not                      | Бетани                                         |
| 2008—2014   | Настоящая кровь                             | True Blood                                   | Памела «Пэм» Суинфорд Де Бофорт / Рейвенскрофт |
| 2009        | «House Rules»                               | House Rules                                  | Кэти МакАдамс                                  |
| 2009        | «Частная практика»                          | Private Practice                             | Сюзанна                                        |
| 2009        | «Три реки»                                  | Three Rivers                                 | Вэл О’Лири                                     |
| 2010        | «Правосудие»                                | Justified                                    | Ширли Келсо                                    |
| 2010        | «Капля настоящей крови»                     | A Drop of True Blood                         | Пэм                                            |
| 2010—2013   | Втайне от родителей                         | The Secret Life of the American Teenager     | Диди Стоун                                     |
| 2011        | «Тема: Я люблю тебя»                        | Subject: I Love You                          | Сара Дрейк                                     |
| 2011        | «История Люка»                              | The Story of Luke                            | Синди                                          |
| 2011—2015   | Однажды в сказке                            | Once Upon a Time                             | Малефисента                                    |
| 2015        | «Kingmakers»                                | Kingmakers                                   | Маэв Вандемир                                  |
| 2017        | «Предания»                                  | Lore                                         | Минни Отто                                     |